# Psychotria garberiana
Psychotria garberiana är en måreväxtart som beskrevs av Erling Christophersen. Psychotria garberiana ingår i släktet Psychotria och familjen måreväxter. Inga underarter finns listade i Catalogue of Life.